# 北津留翼
北津留 翼（きたつる つばさ、1985年4月26日 - ）は、福岡県北九州市出身の競輪選手、自転車競技選手。日本競輪学校（当時。以下、競輪学校）第90期生。日本競輪選手会福岡支部所属、ホームバンクは小倉競輪場。血液型O型。既婚。愛称は「つっつん」。
家族は妻と子供3人。長女はガールズケイリン選手の北津留千羽（128期）。

## 来歴
豊国学園高等学校（吉岡稔真、園田匠の後輩にあたる）時代はインターハイスプリント、国体スプリントなどタイトルを総なめし、世界ジュニア選手権でもスプリントとケイリンの2冠に輝いた。
高校3年生の10月から半年間、スイスにある自転車競技の国際的トレーニング施設WCC（ワールド・サイクリング・センター）へ自転車留学。帰国後はその実績により、競輪学校に特別選抜試験で受験し90期生として入校。在学中にチャレンジ・ザ・オリンピックで強豪相手に優勝し、ナショナルチーム入り。
競輪選手としての初出走は2005年7月1日の佐世保競輪場で、2着に9車身の大差をつけ初勝利を飾った。デビューから3か月後の10月、熊本FII（レインボーカップセカンド）でA級初優勝を完全優勝で飾った。11月に入ってから武雄競輪場FII、一宮競輪場FIIで連続完全優勝、そして12月の観音寺競輪場FIIでも完全優勝を飾り、デビューから156日という史上2番目のスピードで3場所連続完全優勝でのS級特別昇級を決めた。
その後も順調に勝ち星を重ね、2007年6月の高松宮記念杯競輪では初の特別競輪（GI）決勝戦進出を果たしている（但し結果は落車棄権）。そして同年8月に開催された小松島記念（GIII）において、デビューから2年1ヵ月という速さで記念初優勝を飾った。2009年1月には地元小倉競輪場での競輪祭で2度目のGI決勝戦進出、7着に敗れたもののその前の二次予選・準決勝では豪快な先行で逃げ切る競走を見せるなどし、地元ファンの喝采を浴びていた。
2023年7月16日、GII・「第19回サマーナイトフェスティバル」（函館）2日目第6レース（選抜）において上がりタイム10秒7を記録し、同年5月16日に嘉永泰斗が記録した函館競輪場バンクレコードに並ぶタイ記録を樹立したが、同日の第12レース（準決勝）で脇本雄太が上がりタイム10秒6を記録し、バンクレコードを更新してしまった。
2024年6月3日、玉野FI（ナイター）初日第12レース（特選）で勝利し、通算500勝を達成。S級創設（1983年4月）以降女子（4人）を含めて通算56人目の記録で、登録日から19年1か月2日（登録日を含まない）、通算1620戦目での達成であった。2025年2月2日に小倉競輪場にて表彰式が行われた。

## 自転車競技での戦績
2007年10月、トラックレース日本代表選手に選出され、UCIトラックワールドカップクラシックス、世界選手権などの国際大会では主に、チーム、個人の両スプリント種目に出場。チームスプリントの北京オリンピック出場権獲得に貢献した。2008年5月7日、北京オリンピックトラックレース日本代表選手に選出される。

### 主な実績
2003年
- JOCジュニアオリンピックカップ
  - 1kmTT　第5位　1分9秒080
  - スプリント　優勝
- 第72回全日本アマチュア自転車競技選手権大会
  - 1kmTT　第3位　1分9秒068
  - スプリント　優勝
  - チームスプリント　優勝
- ジュニア世界選手権自転車競技大会トラック競技
  - スプリント　優勝
  - ケイリン　優勝

2005年
- アジア自転車競技選手権大会トラック競技
  - スプリント　優勝

2006年
- アジア選手権自転車競技大会トラック競技
  - スプリント　優勝
- アジア競技大会自転車トラック競技
  - スプリント　優勝

2007年
- アジア選手権自転車競技大会トラック競技
  - スプリント　優勝

2009年
- 全日本プロ選手権自転車競技大会
  - スプリント　優勝

2010年
- 全日本自転車競技選手権大会
  - ケイリン　優勝
  - スプリント　優勝
- 全日本プロ自転車競技大会
  - スプリント　優勝
- アジア競技大会
  - スプリント 2位
- UCIトラックワールドカップ2010-2011
  - メルボルン大会・スプリント 4位

2011年
- 第31回アジア自転車競技選手権大会
  - スプリント 優勝
  - チームスプリント 2位
- 全日本プロ選手権自転車競技大会
  - スプリント　優勝

2012年
- 全日本プロ選手権自転車競技大会
  - チームスプリント　準優勝

## 受賞・表彰
- 文部科学大臣表彰
- 福岡教育委員会賞
- 福岡県知事表彰
- 福岡県高等学校体育連盟表彰
- 九州運動記者クラブ新人賞
- 北九州市民スポーツ賞